# بيلامي يونغ
بيلامي يونغ (بالإنجليزية: Bellamy Young)‏ (ولدت ايمي ماريا يونغ؛ 19 فبراير 1970) ممثلة ومغنية أمريكية، اشتهرت بدورها الرئيس ميلودي «ميلي» في المسلسل الدرامي فضيحة (2012 -2018). في عام 2014 فازت عنه بجائزة اختيار النقاد التلفزيون لأفضل ممثلة مساعدة في سلسلة درامية.

## نشأتها
ولدت أيمي ماريا يونغ، في آشفيل، كارولينا الشمالية، وترعرعها الآباء بالتبني. غيرت اسمها للانضمام إلى نقابة ممثلي الشاشة منذ أن سجلت آمي يونغ أخرى، واختار اسم بيلامي كإشادة لأفضل صديق لأبيها الراحل، بيل، الذي ساعد في رعايتها بعد وفاة والدها.
تخرجت من مدرسة آشفيل في عام 1987. التحقت بجامعة ييل، وتخصصت في الفيزياء في البداية ولكنها تدرس في النهاية اللغة الإنجليزية والمسرح، وتخرجت في عام 1991. قضت يونغ صيفًا أثناء الكلية في الأكاديمية البريطانية الأمريكية للدراما في إنجلترا.

## روابط خارجية
- الموقع الرسمي
- بيلامي يونغ على موقع IMDb (الإنجليزية)
- بيلامي يونغ على موقع ألو سيني (الفرنسية)
- بيلامي يونغ على موقع ميوزك برينز (الإنجليزية)
- بيلامي يونغ على موقع أول موفي (الإنجليزية)
- بيلامي يونغ على موقع قاعدة بيانات برودواي على الإنترنت (الإنجليزية)
- بيلامي يونغ على موقع قاعدة بيانات الأفلام السويدية (السويدية)
- بيلامي يونغ على موقع ديسكوغز (الإنجليزية)
- بيلامي يونغ على موقع قاعدة بيانات الفيلم (الإنجليزية)
- بيلامي يونغ على موقع كينوبويسك (الروسية)
- BellamyYoungعلى تويتر.